# Kościół św. Józefa w Zaborze
Kościół pw. Świętego Józefa w Zaborze – rzymskokatolicki kościół parafialny w Zaborze, w gminie Zabór, w powiecie zielonogórskim, w województwie lubuskim. Należy do dekanatu Zielona Góra – św. Jadwigi. Mieści się przy ulicy Klonowej.

## Architektura
Świątynia została wybudowana w stylu neogotyckim w latach 1905–1908 na planie prostokąta. Budowla została wzniesiona z czerwonej cegły, posiada jedną nawę, dach kościoła jest dwuspadowy. Od wschodu znajduje się wieloboczna apsyda prezbiterialna, od zachodu – wieża. W kościele znajdują się organy (o 6 głosach z 1 menuetem) wykonane w Górze Śląskiej w 1907 rokuoraz neogotycki ołtarz i witraż z wizerunkiem św. Józefa patrona kościoła.